# Francesca Ferlaino
Francesca Ferlaino, née le 23 décembre 1977 à Naples, est une chercheuse en physique expérimentale italienne reconnue pour ses recherches sur la matière quantique. Basée en Autriche, elle est professeure de physique à l'université d'Innsbruck,.

## Biographie
Francesca Ferlaino, née à Naples, poursuit des études de physique à l'université de Naples - Frédéric-II de 1995 à 2000, et est chercheuse en premier cycle à l'École internationale supérieure d'études avancées (SISSA) de Trieste en 1999-2000. Elle obtient un doctorat en physique à l'université de Florence et au Laboratoire européen de spectroscopie non linéaire (LENS) (2001-2004). En 2007, elle rejoint l'université d'Innsbruck, où elle est chercheuse et enseignante associée ; elle y  crée son propre groupe de recherche. En 2014, elle devient professeur titulaire de physique à l'université d'Innsbruck et directrice de recherche à l'Institut d'optique quantique et d'information quantique (Institute for Quantum Optics and Quantum Information dont le sigle est : IQOQI) de l'Académie autrichienne des sciences.

## Travaux de recherche
Les activités de recherche de Francesca Ferlaino et de son équipe consistent à explorer les phénomènes quantiques dans les gaz atomiques à très basse température ; ses contributions couvrent des sujets tels que la matière quantique des atomes et des molécules et la physique des corps rares et la physique de la diffusion. Elle s'est concentrée notamment sur les  atomes d'erbium et de dysprosium, qui sont fortement magnétiques et plutôt inexplorés ; elle réalise en 2012 le tout premier condensat de Bose-Einstein d'Erbium, et en 2018 le premier mélange quantique dipolaire d'Erbium et de Dysprosium. En 2019, elle réalise le premier état supersolide à durée de vie longue, un état où coexistent écoulement superfluide et rigidité cristalline. Avec ces systèmes, elle explore des phénomènes quantiques à plusieurs corps mus par l’interaction dipolaire anisotrope et à longue portée entre les atomes. En 2021, elle  créé des états suprasolides selon deux dimensions. En 2024, son équipe rapporte l'observation de tourbillons quantiques dans la phase suprasolide,.

## Prix et distinctions
- 2009: Prix Start
- 2010: Fritz-Kohlrausch-Preis (de)
- 2010: ERC Starting Grant[10]
- 2011: Prix de la ville d'Innsbruck
- 2013: Chaire Alexander von Humboldt[11], refusée
- 2015: Prix Lieben[12]
- 2016: ERC Consolidator Grant[13]
- 2017: Prix Erwin-Schrödinger[14]
- 2017: Prix Antonio-Feltrinelli[15]
- 2019: Prix Cécile DeWitt-Morette / École de Physique des Houches[16]
- 2019 : Membre élue de l'American Physical Society (APS), après une nomination de la division de physique atomique, moléculaire et optique de l'APS[17],[18]
- 2022: ERC Advanced Grant[19]
- 2023:  Prix Grete-Rehor (de)[20]
- 2024: Österreicherin des Jahres (de) dans la catégorie « recherche »[21]

—
- 2011 : Membre de la  Österreichische Akademie der Wissenschaften[22].
- 2021 : Membre correspondant dans la classe des sciences naturelles et matjématiques de l'Académie autrichienne des sciences (ÖAW)[23].